# Karl Emanuel IV. (Savoyen)

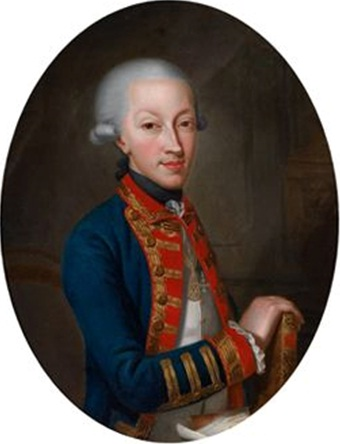
Karl Emanuel IV. von Sardinien

Karl Emanuel IV. Ferdinand Maria von Savoyen, italienisch Carlo Emanuele IV. Fernando Maria di Savoia (* 24. Mai 1751 in Turin; † 6. Oktober 1819 in Rom), war von 16. Oktober 1796 bis zu seiner Abdankung am 4. Juni 1802 König von Sardinien und Titular-Herzog von Savoyen.

## Leben

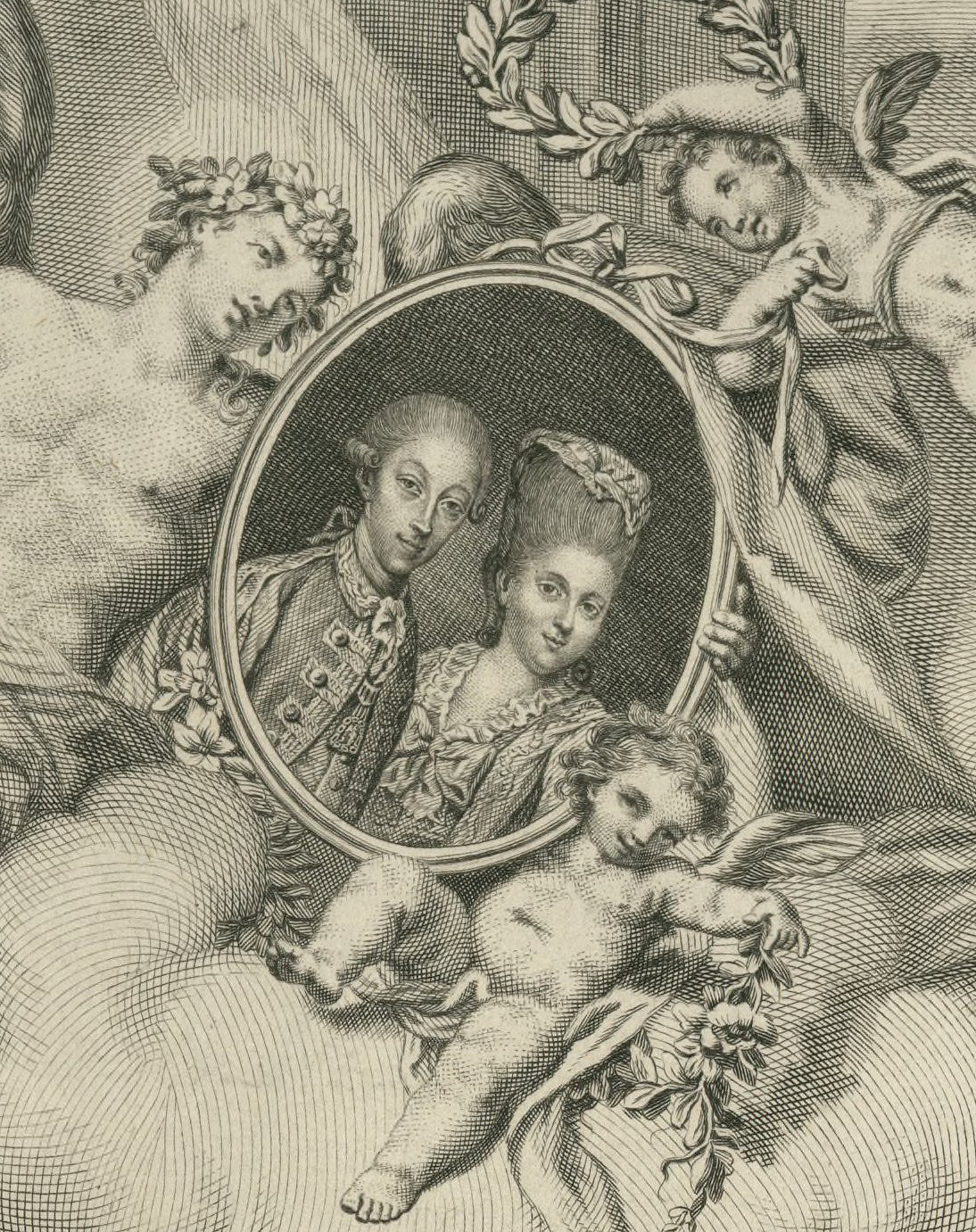
Karl Emanuel mit seiner Frau Clothilde von Frankreich

Karl Emanuel IV. war der älteste Sohn des Kronprinzen Viktor Amadeus, später König von Sardinien, und Maria Antonia von Spanien. Seine Großväter waren König Karl Emanuel III. von Sardinien und König Philipp V. von Spanien. Der spätere Kardinal Hyacinthe Sigismond Gerdil wirkte als sein Erzieher.
Er folgte 1796 seinem Vater als König von Sardinien auf den Thron.
1775 heiratete er Clothilde von Frankreich, eine Schwester des Königs Ludwig XVI. von Frankreich. Die Ehe blieb kinderlos. Kränklich und ohne Tatkraft wurde er 1798 von den Franzosen seiner Besitzungen auf dem Festland beraubt und zog sich 1799 nach Sardinien zurück. Am 7. März 1802 starb Clothilde. Vom Tod seiner Frau tief getroffen entschloss sich Karl Emanuel, abzudanken. Er überließ seinem Bruder Viktor Emanuel I. den Thron von Sardinien und ließ sich in Rom und Frascati nieder.
In Frascati war er häufiger Gast seines Großonkels dritten Grades Henry Benedict Stuart, Kardinalherzog von York. Dieser war der zweite Sohn von James Francis Edward Stuart (The Old Pretender, 1688–1766), ein Sohn des englischen Königs Jakob II., letzter König der Stuarts, der durch die Glorious Revolution abgesetzt worden war. Nach dem Tode des Kardinalherzogs 1807 sahen die Jakobiten Karl Emanuel, einen Urururenkel von König Karl I. über dessen jüngste Tochter Henriette Anne, – als nächsten Verwandten der Stuarts – als König von England, Schottland, Frankreich und Irland, an. Karl Emanuel selbst beanspruchte diese Titel niemals öffentlich.
1815 trat Karl Emanuel den Jesuiten bei. Er wurde von diesen nicht zum Priester geweiht und lebte bis zu seinem Tod als Novize in Rom. Dort starb er am 6. Oktober 1819 und ist in der Kirche Sant’Andrea al Quirinale begraben.